# Дольдербан
47°22′20″ пн. ш. 8°34′01″ сх. д. / 47.372222222222° пн. ш. 8.5669444444444° сх. д.
Дольдербан (нім. Dolderbahn) — зубчаста залізниця завдовжки 1,3 км у Цюриху, Швейцарія. 
Лінія споруджена у передмістях Цюриха Готтінген і Флунтерн на південному схилі гори Адлісберг. 
Нижня кінцева зупинка лінії знаходиться у Ремергоф
, приблизно за 1,5 км від центру міста, де є пересадки на лінії 3 і 8 трамваю Цюриха. 
Верхня кінцева зупинка «Гірська станція Долдербан» примикає до готелю «Dolder Grand» та зоні відпочинку Долдер. 
Також обслуговуються дві проміжні станції, на «Тітлісштрассе» та «Вальдгауз-Дольдер».

Лінія належить Dolderbahn-Betriebs AG, яка сама на 50% належить місту Цюрих, і від їхнього імені управляється муніципальним транспортним оператором Verkehrsbetriebe Zürich. 
Лінія була відкрита в 1895 році як фунікулер та реконструйована як зубчаста залізниця в 1973 році. 
Саме тому її досі іноді помилково називають фунікулером або канатною дорогою.

## Історія
Вперше було запропоновано побудувати лінію в 1890 році, коли Генріх Хюрліман купив землю в цьому районі, хоча його перші пропозиції були відхилені.
В 1893 році для будівництва лінії була створена компанія Dolderbahn-Aktiengesellschaft, а будівництво розпочалося наступного року. 
Лінія була побудована як фунікулер і відкрита в 1895 році. 
Верхня кінцева зупинка фунікулера була приблизно на місці найвищої з двох проміжних станцій нинішньої лінії. 
Фунікулер мав довжину 816 м і долав перепад висот у 100 м з максимальним нахилом 18%.

Після відкриття лінії на верхній кінцевій станції було побудовано ресторан; в 1906 році його переобладнано як готель Dolder Waldhaus. 
В 1899 році готель Dolder Grand був побудований вгору від верхньої кінцевої точки фунікулера і був сполучений з фунікулером короткою лінією електричного трамваю з одним вагоном що курсував. 
Лінія була побудована на тій же колії 1000 мм, що й інші електричні трамвайні лінії Цюриха, але ніколи не була сполучена з жодною з них. 
В 1922 році трамвайна лінія зазнала реконструкції, але в 1930 році її замінили на автобус.

В 1971 році термін концесії початкової компанії закінчився, і була створена нова компанія Dolderbahn-Betriebs-AG, за для реконструкції лінії як зубчастої залізниці. 
У той же час лінія була продовжена у її верхньому кінці, щоб безпосередньо обслуговувати Dolder Grand Hotel, таким чином замінивши автобус, який, у свою чергу, замінив трамвай. 
Нова лінія була відкрита в 1973 році, а в 1999 році Verkehrsbetriebe Zürich перебрала на себе експлуатацію лінії. 
В 2004 році лінія була повністю оновлена разом із чотирма станціями та двома вагонами.

## Діяльність
Лінія має довжину 1,3 км і долає перепад висот у 162 м. Має ширину колії — 1000 мм, є одноколійною, роз'їзд розташовано між станціями «Тітлісштрассе» та «Вальдгауз-Дольдер».
Лінія обслуговується парою вагонів, кожен з яких може перевозити 100 пасажирів. 
Вагони мають живлення 600 В постійного струму, що забирається пантографом. 
Вагони були побудовані швейцарським локомотивно-машинобудівним заводом з електричним обладнанням від Brown, Boveri & Cie в 1972 році. 
Лінія не має депо і не має сполучення з будь-якою іншою лінією. Вагони стоять і обслуговуються на кінцевих станціях.
Лінія курсує з 06.20 до 23.30 щодня, що 10, 15 або 20 хвилин залежно від часу доби. 
Час у дорозі приблизно 5 хвилин. Застосовуються стандартні зональні тарифи Zürcher Verkehrsverbund, при цьому вся лінія знаходиться в зоні тарифу 110 (місто Цюрих, раніше зона 10).

## Перспективи
У червні 2021 року Verkehrsbetriebe Zürich замовила два нові вагони від Stadler Rail у Бусснанг, за для заміни діючих вагонів, що використовуються на лінії. 
Поставка нових вагонів запланована на середину 2024 року і коштуватиме 10,6 млн швейцарських франків.